# Алтыбакан
Алтыбакан — качели и игра у кочевых народов Центральной Азии. Для неё используют 6 шестов, крепкую перекладину, 3 толстых аркана. Шесты связывают по три, наподобие треножника, отступая от верхних концов 50—70 см. Треножники соединяются перекладиной, на которую концами привязываются три аркана: короткие служат сиденьями для двух человек, длинный — опорой для ног. Раскачивать помогает третий участник. Более совершенная конструкция представляет собой доску подвешенную на арканах к перекладине перпендикулярно. Во время алтыбакана юноши и девушки исполняют песни.